# 國道130號
國道130號是位於東京都港區的一般國道，為日本第二短的國道（最短的是國道174號）。

## 概要
本路線是連結東京港與國道的港國道之一。是日本總長第二短、實際長度第三短的國道。
東京都的都市計畫路線名為「東京都市計畫道路幹線街路補助線街路第196號線」。

### 路線資料
一般國道路線指定政令所定義的起終點與經過地如下。
- 起點：東京港
- 終點：東京都港區芝1丁目（芝4丁目交差點＝國道15號交點）
- 重要經過地：無
- 路線長度：0.5km[2]
- 指定區間（日语：指定区間）：無[4]

## 歷史
1953年（昭和28年）5月18日：二級國道130號東京港線（東京都東京港 - 東京都港區本芝町）實施。
1965年（昭和40年）4月1日：一二級國道整合為一般國道，改稱一般國道130號。

## 路線狀況

### 通稱
- 舊海岸通

### 道路設施

#### 橋梁
- 南濱橋

## 地理

### 通過自治體
- 東京都
港區

### 交會道路
- 臨港道路（日语：臨港道路）海岸青海線（海岸二丁目）
- 東京都道481號新橋日之出埠頭線（日语：東京都道481号新橋日の出ふ頭線）（海岸二丁目）
- 東京都道316號日本橋芝浦大森線（南濱橋交差點）
- 國道15號（芝四丁目交差點）

## 備註
1. ↑   (XLS). 道路統計年報2019. 國土交通省.   [2020-06-05]. （原始内容存档于2020-11-06）.
2. 1 2  . 国土交通省東北地方整備局磐城国道事務所.   [2012-09-23]. （原始内容存档于2016-05-01）.
3. ↑  . 法令データ提供システム. 總務省.   [2020-06-05]. （原始内容存档于2020-10-25）.
4. ↑  . 法令データ提供システム. 總務省行政管理局.   [2020-06-05]. （原始内容存档于2020-10-25）.
5. ↑   维基文库中的相關文獻：二級国道の路線を指定する政令（昭和28年5月18日政令第96号）
6. ↑  一般国道の路線を指定する政令（昭和40年3月29日政令第58号）

## 外部連結
- OpenStreetMap上有關國道130號的地理
- 東京都（页面存档备份，存于）
  - 第一建設事務所 （页面存档备份，存于）：管理全線
- 国道130號位置（Yahoo!地圖情報）